# Mexiko i olympiska sommarspelen 1948
Mexiko deltog med 88 deltagare vid de olympiska sommarspelen 1948 i London. Totalt vann de två guldmedaljer, en silvermedalj och två bronsmedaljer.

## Medaljer

### Guld
- Humberto Mariles Cortés - Ridsport, hoppning.
- Humberto Mariles Cortés, Rubén Uriza Castro och Alberto Valdes-Ramos - Ridsport, hoppning.

### Silver
- Rubén Uriza Castro - Ridsport, hoppning.

### Brons
- Humberto Mariles-Cortes, Raul Campero Nunez och Joaquin Solano Zagoya - Ridsport, fälttävlan.
- Joaquín Capilla - Simhopp, höga hopp.